# Formosia mirabilis
Formosia mirabilis là một loài ruồi trong họ Tachinidae.